# Škovine
Škovine (izgovarjava [ʃkɔˈʋiːnɛ]) so nekdanje naselje v občini Železniki na Gorenjskem v Sloveniji. Danes so del Železnikov.

## Geografija
Škovine ležijo na območju nad cerkvijo svetega Antona v Železnikih ob cesti iz Škofje Loke proti Petrovemu Brdu. Proti zahodu je grapa potoka Sovinik, pritoka Selške Sore, proti severu pa se dviga hrib Snegovnik.

## Ime
Škovine so bile v pisnih virih izpričane leta 1291 kot In der Zaueritz, leta 1348 kot Zeyerfeld, leta 1379 kot Czevrueld, v letih 1485–1490 kot Souerskiniue in leta 1630 kot Sauerski niui insgemein na Skouinach. Komonim naj bi izviral iz popačenke za sorške njive.

## Zgodovina
Škovine so nastale v času prvega vala slovenske kolonizacije pred koncem 13. stoletja. Tako so imele kmetijski značaj in so bile neodvisne od železarskih Železnikov. Prvotno območje poselitve je danes spomeniško zaščiteno. Ob potoku Sovinik je nekoč delovala žaga.
Škovine so imele leta 1931 25 prebivalcev v šestih hišah, leta 1961 pa 31 prebivalcev v štirih hišah. Leta 1966 so se priključile Železnikom in so tako izgubile status samostojnega naselja.